# Berkeley Square

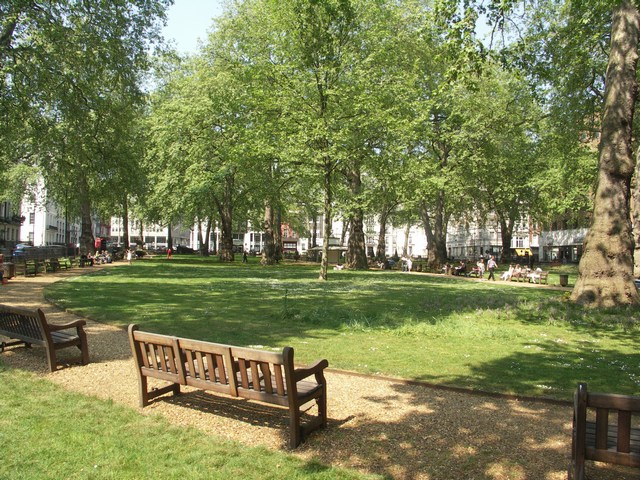
Berkeley Square, 2007

Berkeley Square – plac w centralnym Londynie (Anglia), znajdujący się w dzielnicy Mayfair, w City of Westminster. Został utworzony w połowie XIX wieku, według projektu brytyjskiego architekta Williama Kenta. Nazwa placu została zaczerpnięta od Berkeley House, londyńskiej rezydencji rodu Berkeley, który stał w tym miejscu do 1733 roku.
Początkowo Berkeley Square był okolicą mieszkalną, obecnie pozostał tam jeden blok mieszkalny, pod numerem 48. Na placu znajduje się pomnik brytyjskiego rzeźbiarza Alexandra Munro, wykonany w 1858 roku. Zasadzone w 1789 roku platany klonolistne są najstarszymi w centralnym Londynie.
Wokół placu znajdują się budynki zaprojektowane m.in. przez znaczącego szkockiego architekta Roberta Adama.

## Ważni rezydenci
- George Canning – premier Wielkiej Brytanii w 1827 roku,
- Winston Churchill – polityk, dwukrotny premier Wielkiej Brytanii, mieszkał pod 48 Berkeley Square jako dziecko,
- Robert Clive – jeden z twórców kolonializmu brytyjskiego w Indiach, zakupił mieszkanie pod 45 Berkeley Square w 1761 roku i popełnił tam samobójstwo w roku 1774,
- Gordon Selfridge – założyciel Selfridges, luksusowych domów towarowych w Londynie,
- Horace Walpole, 4. hrabia Orford – pisarz, hrabia Orford
- Colley Cibber – angielski dramatopisarz, aktor i poeta[4].